# モアモア (アニメ)
『モアモア』（もあもあ）は、1999年5月3日から6月28日までテレビ東京（関東ローカル）で放送された実写併用のテレビアニメ。

## 概要
主演と主題歌を担当した808による熱帯魚紹介コーナーやトークなどの実写パートと環境問題をテーマにした1話3分のアニメパートからなる15分番組。

毎週月曜0:30（日曜深夜24：30）から放送された。三回目からはアニメパートが2話ずつ放送された。全8回放送。アニメパートは全15話（未放送1話含む）。

AT-Xではノンタンといっしょとカップリングされ、30分番組として1999年12月2日から2000年1月20日まで毎週木曜7：30、12：30、18：30のそれぞれの時間帯で放送された。

教育的要素よりもエンタテインメント的に環境を捉えたアニメ番組とされている。

放送終了後、VHSが全3巻発売された。また、『モアモア地球だいすき！』のタイトルで実写パートをカットしたVHSが視聴覚ライブラリー向けに販売された。
DVD化はされていない。

## ストーリー
21世紀のある都市郊外で繰り広げられる物語。不思議な動物「ケサランパサラン」を追いかけ、無意識のうちに環境を破壊しているにんげんくん。地球の環境破壊を繰り返すにんげんくんを、正体不明生物オイオイ達が懲らしめることで地球環境は守られてゆくのでした。

## 登場人物
にんげんくん
声 - 千聖（PENICILLIN）
原始人のような恰好をしており、幸せになるために幸せのシンボルであるケサランパサランを追いかけている。自身のことしか考えておらず、周りや環境の事を考えない独善的な性格。発明に長けており、さまざまな発明品やお供のペットくんを作り出している。
オイオイ
声 - O-JIRO（808）
黄色い大きな体が特徴の正体不明の生き物。よくいびきをかいて眠っている。ホルンとハープが合体した不思議な楽器を吹いてにんげんくんの悪事を懲らしめたり、にんげんくんによって壊された環境を元に戻している。ケサランパサランと仲良し。「オイオイ」が口ぐせ。
ペットくん
声 - YASUMICHA'N（808）
第2話「ボトル変身」から登場。にんげんくんがペットボトルから生み出したお供。にんげんくんには逆らえず、つい手助けをしてしまう。
ケサラン
パサラン
声 - 桃森すもも
二匹の幸せのシンボル。片方は水色でもう片方はピンク色。よくにんげんくんに追いかけられるが、その都度オイオイに助けてもらっている。

## 主題歌
オープニングテーマ『星空』
作詞、作曲、編曲、歌：808（ヤオヤ）
エンディングテーマ『summer dream once more』
作詞、作曲、編曲、歌：808（ヤオヤ）
挿入歌『CALLING』
作詞、作曲：千聖、編曲：千聖&重盛美晴&T2ya、歌：千聖
オープニングテーマの『星空』はアルバム『除夜の金』、エンディングテーマの『summer dream once more』はシングル『40日ボンバー』が初出。本作用にアレンジしたものを使用している。また、PENICILLINの『MELODY』や808の『ふくろう』のインストゥルメンタルがBGMとして使用されている。

## スタッフ
- 企画 - 工藤寛治
- 原案 - 麻布朝也、久野レイ
- 演出 - 長嶋哲夫
- 総作画監督 - おがわひろし[7]
- 美術 - 久保としあき(現・久保晶太)[7]、土居知子[7]
- 音響監督 - 伊藤克己
- 整音 - 中野陽子
- 選曲 - 小林地香子
- 効果 - 鶴田こずえ
- 編集 - 岡村誠一
- プロデューサー - 小池弘文(MULTI-FIELD)
- アニメーション制作 - MULTI-FIELD、オイオイプロジェクト（エスパレット、ゴリラ[1]）
- 制作協力 - 環境テレビトラスト日本委員会[5]
- 製作・著作 - ステップ映像

## 各話リスト
| 話数 | サブタイトル          | 脚本       | 絵コンテ     | 作画               | 放送日        |
| ---- | --------------------- | ---------- | ------------ | ------------------ | ------------- |
| 1    | 伐られた森林          | 静谷伊佐夫 | 大宅光子     | 大宅光子           | 1999年 5月3日 |
| 2    | ボトル変身            | 静谷伊佐夫 | 神戸 環      | 神戸 環 並木あゆみ | 5月10日       |
| 3    | ガスゴン誕生          | 静谷伊佐夫 | 大宅光子     | 湯川信子           | 5月17日       |
| 4    | 残せ!草花             | 静谷伊佐夫 | 大宅光子     | 大宅光子           | 5月17日       |
| 5    | 音楽ガンガン          | 静谷伊佐夫 | 清島裕子     | 清島裕子           | 5月24日       |
| 6    | もっと大漁            | 静谷伊佐夫 | おがわひろし | 並木あゆみ         | 5月24日       |
| 7    | 光の洪水              | 静谷伊佐夫 | 神戸 環      | 佐久間しげ子       | 5月31日       |
| 8    | 人工の自然？          | 静谷伊佐夫 | 大宅光子     | 清島裕子           | 5月31日       |
| 9    | ラクラク              | 静谷伊佐夫 | 湯川信子     | 湯川高光           | 6月14日       |
| 10   | 大忙し!ケイタイデンワ | 静谷伊佐夫 | 西野理恵     | 玉腰昌樹           | 6月14日       |
| 11   | あやしい流れ星        | 麻布朝也   | 神戸 環      | 神戸 環            | 6月21日       |
| 12   | 出た!ダイオ鬼神       | 静谷伊佐夫 | 湯川信子     | 湯川信子           | 6月21日       |
| 13   | もっと欲しい モアモア | 久野レイ   | 佐久間しげ子 | 佐久間信計         | 6月28日       |
| 14   | サヨナラ地球          | 久野レイ   | 大宅光子     | 並木あゆみ         | 6月28日       |
| 15   | ヘドロガメ大作戦！    |            |              |                    | 未放送        |